# 季紹伊法盧
48°24′54″N 22°16′37″E / 48.41500°N 22.27694°E
季紹伊法盧（烏克蘭語：Тисауйфалу），是烏克蘭的村落，位於該國西部外喀爾巴阡州，由烏日霍羅德區負責管轄，面積0.04平方公里，2001年人口277，人口密度每平方公里6,925人。